# تناجر ذهبي المؤخرة
تناجر ذهبي المؤخرة (الاسم العلمي: Tangara ruficervix)، هو نوع من الطيور يتبع فصيلة التناجر ضمن رتبة العصفوريات.